# فرودگاه آرندیز
فرودگاه آرندیز (به انگلیسی: Arandis Airport) یک فرودگاه همگانی با کد یاتا ADI است که یک باند فرود آسفالت دارد و طول باند آن ۱۹۲۰ متر است. این فرودگاه در شهر آرندیز، نامیبیا کشور نامیبیا قرار دارد و در ارتفاع ۵۸۱ متری از سطح دریا واقع شده است.